# Адам, Жан Виктор
Жан Викто́р Ада́м (фр. Jean-Victor Vincent Adam; 28 января 1801, Париж — 1 января 1867, Париж) — французский литограф, гравёр и живописец.

## Биография
Жан Виктор Адам родился в Париже в 1801 году. Сын Жана Адама, известного в своё время гравировальщика на меди. Обучался в Школе изящных искусств с 1814 по 1818 год. Также учился в студиях Жана-Батиста Реньо и Шарля Менье. Обратил на себя внимание выставленной картиной в 1819 года «Эрминия, ухаживающая за раненым Танкредом». Действуя в духе Реставрации, Адам избирал сюжеты из древней французской истории, преимущественно сцены из жизни Генриха IV, но довольно незначительные; более удачны сцены из революции и Наполеоновских походов, которыми он и занимался до 1838 года. Лучшие из них в Версальской галерее. Рисовал и российские места. Исчез из поля зрения общественности до 1846 года. Дальнейшая его деятельность ограничивалась литографией.
Жан Виктор Адам умер 1 января 1867 года в Вирофле, близ Парижа.

Некоторые работы
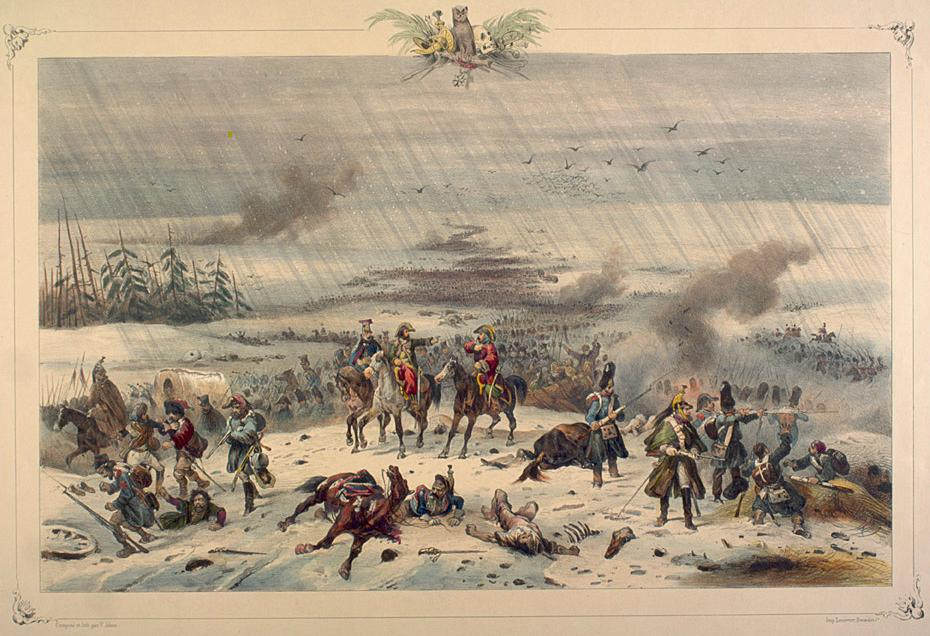
Отступление Наполеона из России, 3 ноября 1812
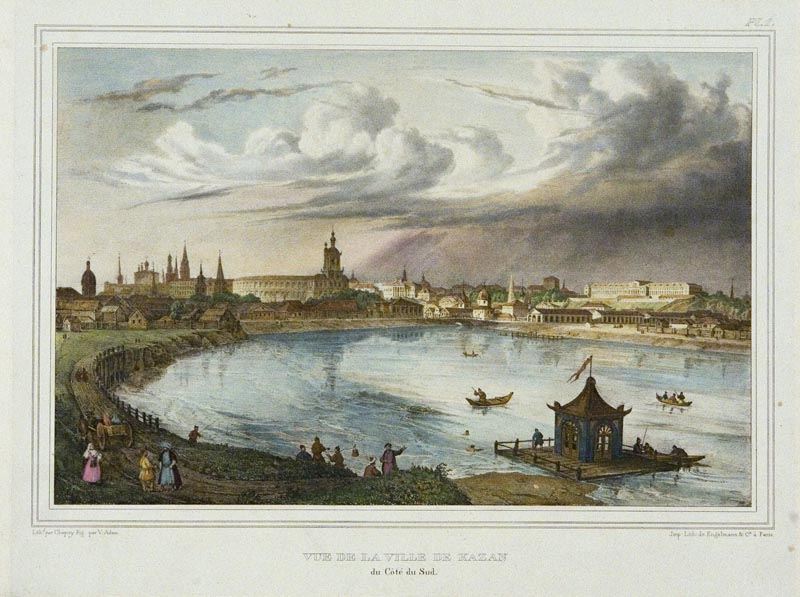
Россия. Вид Казани. Около 1830
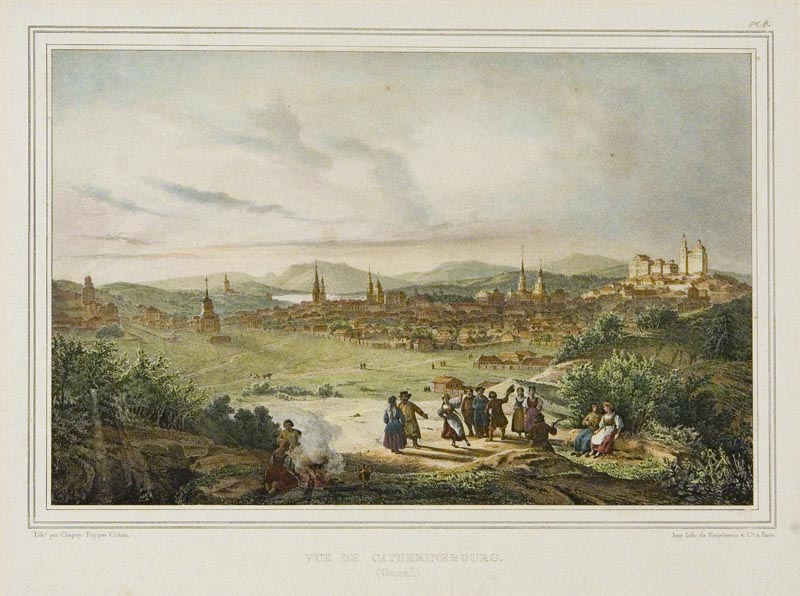
Россия. Вид Екатеринбурга (Урал). Около 1830